# Súr

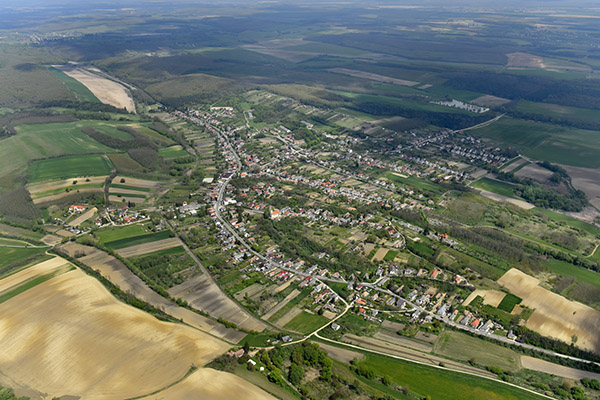
Utsikt över Súr.

Súr är en by i provinsen Komárom-Esztergom i Ungern. Byn har en yta på 37,37 km² och har  1 208 invånare (2020) vilket ger en befolkningstäthet på 32,3 invånare per km².